# Іст-Елліджей (Джорджія)
Іст-Елліджей (англ. East Ellijay) — місто (англ. city) в США, в окрузі Гілмер штату Джорджія. Населення — 650 осіб (2020).

## Географія
Іст-Елліджей розташований за координатами 34°40′46″ пн. ш. 84°28′20″ зх. д. / 34.67944° пн. ш. 84.47222° зх. д. (34.679348, -84.472105).  За даними Бюро перепису населення США в 2010 році місто мало площу 8,81 км², з яких 8,81 км² — суходіл та 0,01 км² — водойми.

## Демографія
Згідно з переписом 2010 року, у місті мешкало 546 осіб у 222 домогосподарствах у складі 132 родин. Густота населення становила 62 особи/км².  Було 286 помешкань (32/км²).
Расовий склад населення:
| - 75,1 % — білих - 2,2 % — вихідців з тихоокеанських островів - 2,2 % — чорних або афроамериканців - 0,7 % — корінних американців - 19,4 % — осіб інших рас |

До двох чи більше рас належало 0,4 %. Частка іспаномовних становила 26,4 % від усіх жителів.
За віковим діапазоном населення розподілялося таким чином: 29,3 % — особи молодші 18 років, 54,4 % — особи у віці 18—64 років, 16,3 % — особи у віці 65 років та старші. Медіана віку мешканця становила 32,3 року. На 100 осіб жіночої статі у місті припадало 80,8 чоловіків;  на 100 жінок у віці від 18 років та старших — 78,7 чоловіків також старших 18 років.
Середній дохід на одне домашнє господарство  становив 36 295 доларів США (медіана — 30 833), а середній дохід на одну сім'ю — 39 698 доларів (медіана — 33 750). Медіана доходів становила 29 345 доларів для чоловіків та 30 000 доларів для жінок. За межею бідності перебувало 44,8 % осіб, у тому числі 67,3 % дітей у віці до 18 років та 5,0 % осіб у віці 65 років та старших.
Цивільне працевлаштоване населення становило 325 осіб. Основні галузі зайнятості: виробництво — 16,0 %, освіта, охорона здоров'я та соціальна допомога — 15,4 %, публічна адміністрація — 14,2 %.